# Programa minimalista

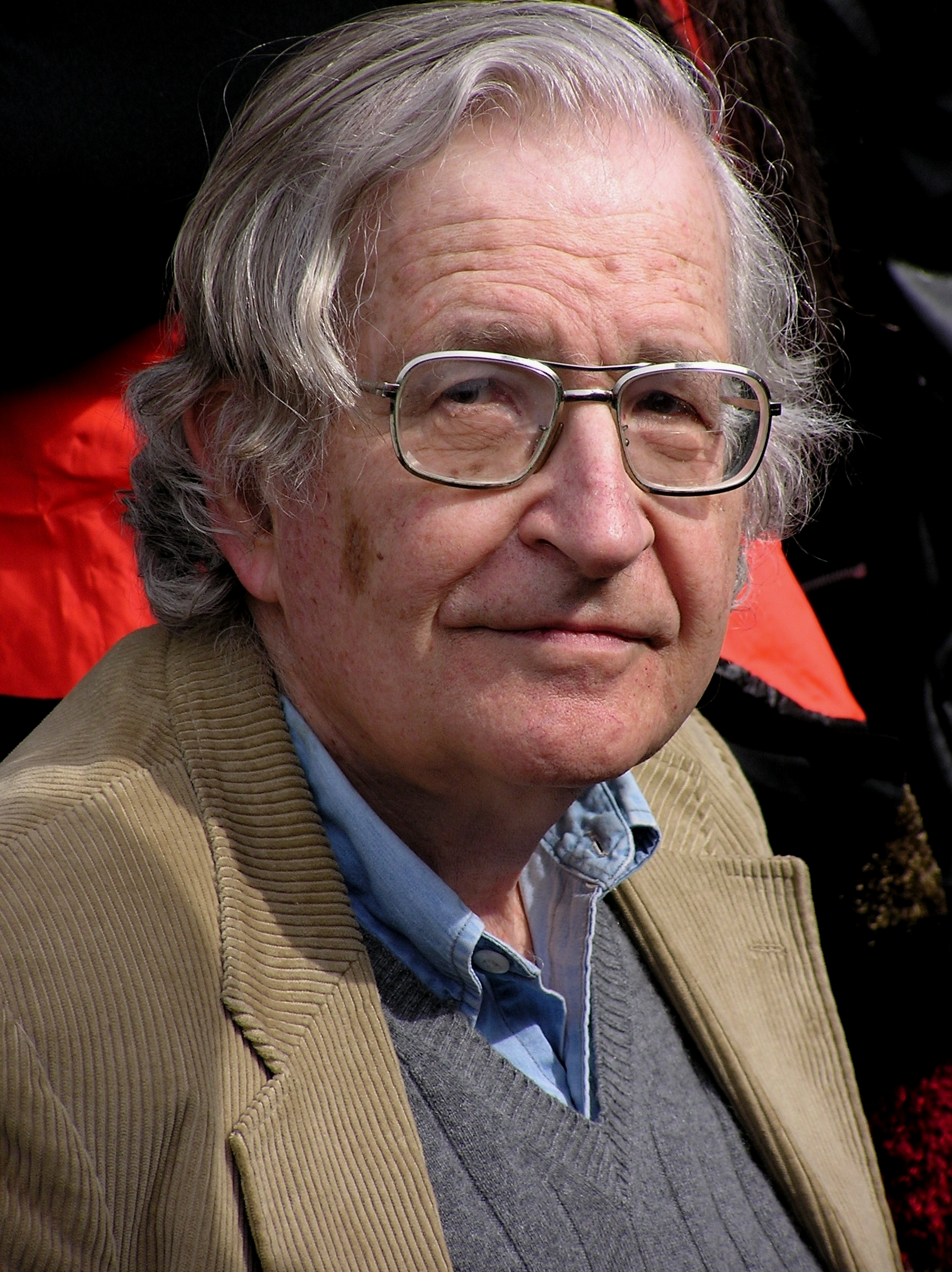
Noam Chomsky, lingüista estadounidense, iniciador de la gramática generativa y uno de los principales impulsores del programa minimista, paradigma dominante en la lingüística moderna en la segunda mitad del.

El Programa Minimalista (o Minimista) es la línea de investigación que inició la gramática generativa a principios de los años noventa del siglo XX. 
Se denominó programa, y no teoría, porque su pretensión era la de constituirse en modo de investigación, caracterizado, además, por la flexibilidad a la hora de abordar las múltiples direcciones que posibilitaba su minimismo . Esto es, en última instancia, el Programa proporciona el marco conceptual que guía el desarrollo de la teoría lingüística generativa, pero ni ofrece soluciones específicas a problemas técnicos ya conocidos ni explicaciones sobre fenómenos lingüísticos observados. En palabras de Noam Chomsky, hay preguntas minimistas, pero no respuestas minimistas; entre esas preguntas, desempeña un papel relevante no solo la cuestión acerca de qué son exactamente las propiedades del lenguaje, sino también la de por qué son como son.
Por su parte, el concepto de minimismo apela a la idea de que la capacidad del lenguaje en los humanos muestra indicios de estar constituida según un diseño óptimo y una exquisita organización, que parecen indicar el funcionamiento interno de unas leyes computacionales muy sencillas y generales en un determinado órgano mental. Con otras palabras, el Programa Minimista trabaja sobre la hipótesis de que la Gramática Universal constituya un diseño perfecto, en el sentido de que solo contenga lo estrictamente necesario para cubrir nuestras necesidades conceptuales, físicas y biológicas.
Desde el punto de vista teórico, y en el contexto de la Gramática generativa, el Programa Minimista se nutre de los planteamientos del enfoque de Principios y parámetros ("Principle and Parameters approach"), considerado como el último modelo teórico estándar del generativismo y que se ha ido desarrollando desde los años ochenta.
Básicamente, lo que este enfoque sugiere es la existencia de un conjunto fijo de principios válidos para todas las lenguas; estos principios se entienden como una especie de conjunto de posibilidades que el niño que está aprendiendo una lengua puede combinar de forma limitada (los parámetros), de acuerdo con las concretas propiedades que caracterizan a su lengua materna. 
El Programa Minimista tiene como objetivo llegar a saber cuánto de ese modelo de Principios y Parámetros es resultado de ese hipotético diseño óptimo y computacionalmente eficiente de nuestra facultad del lenguaje.
A su vez, la versión más desarrollada del enfoque de Principios y parámetros, la teoría de la Rección y ligamiento ("Government-Binding theory"), proporciona los principios específicamente técnicos a partir de los cuales se plantea el Programa Minimista.

## Fundamentos
La concreción del Programa Minimista se realiza partiendo de los grandes hechos conocidos sobre el lenguaje desde una perspectiva biolingüística y codificados en el modelo de principios y parámetros. 
Los principales aspectos del lenguaje que el Programa asume como punto de partida son dos: por un lado, la idea de que la diversidad de las lenguas se debe a la interacción entre esos principios y parámetros; por otro, la caracterización de las sentences (oraciones/cláusulas simples) como:
- las unidades lingüísticas básicas;
- resultado de la combinación de sonidos y significados, potencialmente infinitas;
- construidas a partir de frases (sintagmas, en un sentido funcional);
- portadoras de propiedades de desplazamiento (algunos elementos se interpretan como si apareciesen en una situación diferente a la que realmente ocupan en su pronunciación).

Por otro lado, el enfoque minimista parte de la idea de que solo se necesitan dos niveles de representación:
- El de la Forma lógica (Logical Form) y
- El de la Forma fonética (Phonetic Form).

La operación irreductible que se pretende demostrar sería la que pondría en relación ambos niveles, un proceso lingüístico concebido como el más simple y pequeño de los posibles.
No obstante, el Programa admite que, de acuerdo con la conocida como necesidad conceptual virtual (aquello que el programa necesite en un determinado estadio de su desarrollo), se puedan llegar a contemplar hasta 16 niveles de representación. 
Por último, y a modo de resumen, los tres pilares sobre los que se sustenta el Programa Minimista son:
- la emergencia de condiciones de economía lingüística a partir de los procesos de derivación y representación sintácticos;
- las consecuencias de la necesidad conceptual virtual;
- la búsqueda de la unidad y la simetría en las operaciones sintácticas y representaciones.

### El diseño perfecto del lenguaje humano
El Programa Minimista mantiene la idea chomskiana inicial de que los componentes centrales del lenguaje son innatos (Gramática Universal), pero añade una propuesta bastante radical sobre la arquitectura de la facultad lingüística. La idea central del Programa Minimista es la premisa de que el sistema computacional que subyace al lenguaje es perfecto en el sentido de que se trata de una solución computacionalmente óptima para ser usable por el ser humano. La facultad lingüística contiene únicamente aquello que es conceptualmente necesario, desde un punto de vista filosófico, biológico o físico. Nada es redundante. En ese sentido, lo mínimo que debe tener es un mecanismo para generar infinitas oraciones y materializarlas a través de cierto conjunto de sonidos (o de señas, si se trata de una lengua de señas) asociados con los respectivos conceptos. Eso quiere decir que tenemos al menos tres componentes: un sistema de conocimiento (la competencia, de carácter computacional, formada por el léxico y la sintaxis) que alimenta dos sistemas de actuación: el sistema Articulatorio-Perceptual A-P (que interpreta las instrucciones para la emisión del enunciado) y el sistema Conceptual-Intencional C-I (que interpreta las instrucciones para la composición lógico-semántica). La relación entre la sintaxis (el sistema computacional) y los sistemas de actuación se produce a través de dos niveles de representación: la forma fonética (FF), el conjunto de instrucciones que interactúa con A-P, y la forma lógica (FL), el conjunto de instrucciones que interactúa con C-I.
Este diseño simplifica notablemente el modelo anterior, al eliminar niveles intermedios como Estructura profunda y Estructura superficial, que habían sido cruciales desde el comienzo de la Gramática generativa. Asimismo, muchas herramientas teóricas de los modelos anteriores se han desechado o simplificado; por ejemplo, la idea de rección, las huellas del movimiento, los índices y la Teoría de la X'.
Consecuente con esta idea de simplicidad, el minimismo rechaza la equiparación de teorías previas entre los niveles genético e innato: el lenguaje es innato, pero no es preciso enfatizar ni centrarse en el nivel genético. Puede haber propiedades gramaticales concretas que sean innatas, pero no tiene por qué responder a una instrucción gramatical concreta derivada de una especificación genética.

### Economía y minimismo
Por su énfasis en la idea de que la facultad del lenguaje es "perfecta" (es decir, que carece de redundancias), el Programa Minimista es caracterizado muchas veces como una exigencia metodológica para proponer explicaciones gramaticales más simples y económicas (esto es, como una suerte de reformulación de la Navaja de Occam). No hay duda de que el énfasis en la simplicidad, economía y elegancia es central en el Minimismo, pero no es algo exclusivo de él; elegancia, simplicidad y economía han sido exigencias que la Gramática generativa se ha impuesto a sí misma desde el principio, en consonancia con el resto de la ciencia. Lo que Chomsky propone es que la teoría lingüística debería ir más allá de la mera adecuación explicativa, para exigirse el diseño de una teoría sin redundancias (algo que convierte al lenguaje en un objeto bastante único en el mundo biológico, como Chomsky reconoce).
Por otra parte, el Programa Minimista permite pensar en un nuevo tipo de economía de la derivación. En las versiones anteriores era posible establecer condiciones de economía global (por ejemplo, los filtros), que se imponían sobre el producto final de la derivación, esto es, sobre una representación sintáctica completa. Eso quiere decir que una estructura podía generarse por entero y, una vez formada, se podía desechar. Como es evidente, esto constituye una redundancia, pues estamos generando estructuras que luego van a ser bloqueadas por condiciones de tipo global. En la hipótesis minimista más fuerte, las condiciones no se imponen sobre una representación acabada, sino sobre cada uno de los pasos de la derivación; es decir, las condiciones de economía son locales, no globales. Esto evita la generación innecesaria de estructuras que luego vayan a desecharse.

## Aspiraciones del programa
El objetivo del Programa Minimista es triple, en tanto que pretende precisar los tres factores que influyen en el diseño del lenguaje:
- la dotación genética;
- la experiencia;
- las propiedades generales de los sistemas óptimos, bien diseñados.

Por otro lado, dentro de la línea de investigación minimista, se ha formulado ya una hipótesis concreta en relación con la emergencia de la facultad del lenguaje. De acuerdo con ella, lo que distingue a los seres humanos de otras especies es el sistema computacional que constituye una Narrow Syntax (una sintaxis básica, mínima, concisa, pero suficiente), caracterizada sobre todo por la recursividad y por cómo este rasgo dispone los objetos sintácticos que construye sobre los sistemas sensomotor y conceptual-intencional.

## El modelo de gramática

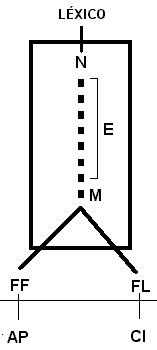
N: conjunto de elementos léxicos; E: ensambles sucesivos; M: punto de materialización.

Bajo el supuesto de que el lenguaje es un dispositivo óptimamente diseñado (perfecto) para derivar representaciones hacia los componentes de actuación, toda propiedad, operación y condición de buena formación gramatical debe tener por finalidad que las derivaciones resultantes puedan ser interpretadas por las interfaces.
La sintaxis es concebida como un sistema computacional, que toma un conjunto N de elementos léxicos y construye con ellos un solo objeto sintáctico, a través de una operación recursiva llamada ensamble (E. Merge, en inglés). A medida que se van construyendo nuevos objetos sintácticos, la información relevante para cada interfaz debe ser separada, es decir, las instrucciones de naturaleza fonológica constituyen la Forma Fonética y las instrucciones de naturaleza semántica la Forma Lógica. La operación que se encarga de separar esta información es denominada materialización (M. Spell-out, en inglés.).

### Movimientos y categorías funcionales
En el modelo de Rección y ligamiento, los movimientos eran explicados a través de la operación Muévase-α y de ciertas condiciones sobre la Estructura superficial. En el Programa Minimista, el movimiento se debe a la necesidad de cotejar (o chequear) algunos rasgos de ciertas categorías que no van a poder ser interpretados por las interfaces. Estos rasgos no interpretables resultan ser una especie de "virus" dentro del sistema computacional, por lo que deben ser eliminados. Su eliminación se realiza a través del cotejo (o chequeo) de rasgos comunes entre elementos ya presentes en la derivación (es decir, con estructuras ya ensambladas en pasos previos) y estructuras que se añaden en pasos posteriores (categorías funcionales). Los primeros se reensamblan (o se copian) a los segundos para cotejar rasgos no interpretables (lo cual crea el efecto de desplazamiento). 
En el ejemplo, el sintagma determinante Juan se reensambla para cotejar el rasgo PPE (requerimiento de tener un sujeto). En la oración resultante hay dos copias de Juan. En principio, cualquiera de las copias podría ser interpretada por las interfaces, pero, por ejemplo, la forma fonética generalmente excluye las copias más bajas, lo cual provoca que sea solo el último elemento reensamblado (la copia más alta en la estructura) la que se pronuncie.
Es importante destacar que un rasgo no interpretable solo puede ser cotejado por un elemento que posea un rasgo análogo (un complementante con un rasgo interrogativo debe chequear ese rasgo con un sintagma interrogativo, por ejemplo, provocando que una oración interrogativa comience con un pronombre interrogativo). En el caso de existir más de un elemento con tal rasgo, el elemento más cercano será el que se reensamble.

### Materialización múltiple y la derivación por fases
En las últimas versiones del Programa Minimista, se ha propuesto que la operación de materialización se realice por etapas. Cada punto de aplicación de esta operación se denomina fase; después de cada fase, los objetos sintácticos ensamblados hasta ese momento se envían a las interfaces para su interpretación. Se supone que las fases son delimitadas por ciertas categorías funcionales. Hay acuerdo general en que C y v* son fases. C es el Complementante y establece el dominio de la fuerza ilocucionaria de la oración; por su parte, v*, que es el verbalizador de la raíz léxica de V (Verbo) en estructuras transitivas, establece el dominio de la aplicación de la teoría temática. Para muchos, D (Determinante), que marca el dominio de la referencialidad, es también una fase. Se ha propuesto también que los verbalizadores de estructuras no transitivas (v) son fases.
Una característica definitoria de las fases es su impenetrabilidad: ningún constituyente puede extraerse de ellas. Esta Condición de impenetrabilidad de la fase resume muchas de las ideas sobre limitaciones en la extracción que se han formulado desde los inicios de la gramática generativa.

## Investigaciones en el Programa Minimista
Desde su aparición, se han producido una gran cantidad de investigaciones que toman como punto de partida el Programa Minimista. La siguiente lista presenta una muestra que no debería considerarse exhaustiva.

### Trabajos de Noam Chomsky
- Chomsky, Noam. 1993. "A minimalist program for linguistic theory". En: Hale, Kenneth L. and S. Jay Keyser, eds. The view from Building 20: Essays in linguistics in honor of Sylvain Bromberger. Cambridge, MA: MIT Press. 1-52
- Chomsky, Noam. 1995. The Minimalist Program. Cambridge, Mass.: The MIT Press.
- Chomsky, Noam. 2000. Minimalist inquiries: the framework. En: Step by Step: Essays on Minimalist Syntax in Honor of Howard Lasnik, eds. Roger Martin, David Michaels and Juan Uriagereka, 89-155. Cambridge, Mass: MIT Press.
- Chomsky, Noam. 2000. New horizons in the study of language and mind. Cambridge, U.K. ; New York: Cambridge University Press.
- Chomsky, Noam. 2001. Derivation by Phase. En: Ken Hale: A Life in Language, ed. Michael Kenstowicz, 1- 52. Cambridge, Mass.: MIT Press.
- Chomsky, Noam. 2004. Beyond Explanatory Adequacy. En: Structures and Beyond. The Cartography of Syntactic Structures, ed. Adriana Belletti, 104 – 131. Oxford: Oxford University Press.
- Chomsky, Noam. 2005. Three Factors in Language Design. Linguistic Inquiry 36:1–22.
- Chomsky, Noam. 2007. Approaching UG From Below. In Interfaces + Recursion = Language?, eds. Uli Sauerland and Hans Martin Gärtner, 1-29. New York: Mouton de Gruyter.  (enlace roto disponible en Internet Archive; véase el historial, la primera versión y la última).
- Chomsky, Noam. 2008. On Phases. In Foundational Issues in Linguistic Theory. Essays in Honor of Jean-Roger Vergnaud. , eds. Robert Freidin, Carlos Peregrín Otero and María Luisa Zubizarreta, 133-166. Cambridge, MA: MIT Press.

### Introducciones
- Adger, David. 2003. Core Syntax. A Minimalist Approach. Oxford: Oxford University Press
- Boeckx, Cedric. 2006. Linguistic Minimalism. Origins, Concepts, Methods and Aims. Oxford: Oxford University Press.
- Bošković, Željko and Howard Lasnik (eds). 2006. Minimalist Syntax: The Essential Readings. Malden, MA: Blackwell.
- Eguren, Luis y Fernández Soriano Olga. 2004. Introducción a una sintaxis minimista. Gredos. Madrid
- Hornstein, Norbert, Jairo Nunes and Kleanthes K. Grohmann. 2005. Understanding Minimalism. Cambridge: Cambridge University Press
- Lasnik, Howard, Juan Uriagereka, Cedrick Boeckx. 2005. A Course in Minimalist Syntax. Malden, MA: Blackwell
- Radford, Andrew. 2004. Minimalist Syntax: Exploring the Structure of English. Cambridge, UK:Cambridge University Press. (enlace roto disponible en Internet Archive; véase el historial, la primera versión y la última).
- Uriagereka, Juan. 1998. Rhyme and Reason. An Introduction to Minimalist Syntax. Cambridge, Mass: MIT Press.[12]

### Estudios sobre las nociones teóricas fundamentales y sus aplicaciones
- Boeckx, Cedric (ed). 2006. Minimalist Essays. Ámsterdam: John Benjamins. Archivado el 17 de junio de 2008 en Wayback Machine.
- Bošković, Željko. 1997. The Syntax of Nonfinite Complementation. An Economy Approach. Cambridge, Mass: MIT Press.
- Brody, Michael. 1995. Lexico-Logical Form: a Radically Minimalist Theory. Cambridge, MA:MIT Press.
- Epstein, Samuel David, and Hornstein, Norbert (eds). 1999. Working Minimalism. Cambridge, Mass.: MIT Press.
- Epstein, Samuel David, and Seely, T. Daniel (eds). 2002. Derivation and Explanation in the Minimalist Program. Malden, MA: Blackwell.
- Fox, Danny. 1999. Economy and Semantic Interpretation. Cambridge, MA:MIT Press.
- Martin, Roger, David Michaels and Juan Uriagereka (eds). 2000. Step by Step: Essays on Minimalist Syntax in Honor of Howard Lasnik. Cambridge, Mass: MIT Press.
- Pesetsky, David. 2001. Phrasal Movement and its Kin. Cambridge,MA:MIT Press.
- Richards, Norvin. 2001. Movement in Language. Oxford:Oxford University Press.